# Філіп Майнлендер
Філіп Майнлендер (нім. Philipp Mainländer; 5 жовтня 1841 року, Оффенбах-на-Майні — 1 квітня 1876 року) — німецький поет і філософ 19 століття. Відомий завдяки «Філософії визволення» (нім. Die Philosophie der Erlösung), глибоко песимістичній праці, написаній між 1868 і 1873 роками, в якій він формулює концепції смерті Бога і волі до смерті, натхненні Артуром Шопенгауером.
Теодор Лессінґ назвав творчість Майнлендера «можливо, найрадикальнішою системою песимістичної філософії в усій філософії». Ба більше, Майнлендер стверджує, що життя не має абсолютно ніякої цінності й що «воля, керована знанням переваги небуття над буттям, є вищим принципом моралі».

## Біографія
Майнлендер народився в Оффенбах-сюр-ле-Мен 5 жовтня 1841 року, наймолодший з шести братів і сестер.
У 1856 році, за наполяганням батька, він вступив до бізнес-школи в Дрездені, щоб стати комерсантом. Через два роки він працював у торговому домі в Неаполі, Італія, де вивчив італійську мову і познайомився з творами Данте, Петрарки, Боккаччо і, особливо, Леопарді. Він знайшов у Леопарді певний песимізм, який вплинув на нього протягом усього життя. Пізніше Майнлендер описував ці п'ять років у Неаполі як найщасливіші у своєму житті.
У віці дев'ятнадцяти років Майнлендер відкрив для себе головну працю Артура Шопенгауера «Світ як воля й уявлення». Пізніше він описував своє відкриття Шопенгауера як одкровення, вважаючи період лютого 1860 року найбільш значущим у своєму житті. І справді, Шопенгауер залишився найважливішим джерелом впливу на його філософську творчість.
У 1863 році Майнлендер повернувся до Німеччини, щоб працювати в бізнесі свого батька. Того ж року він написав вірш «Die letzten Hohenstaufen» (укр. Останні Гогенштауфени). Через два роки, п'ятого жовтня, на його двадцять четвертий день народження, померла його мати. Вражений цією втратою, Майнлендер відійшов від поезії й занурився у філософію. У наступні роки він вивчав Шопенгауера, Канта та класиків філософії від Геракліта до Кондільяка.
У березні 1869 року він почав працювати в банку J. Mart, маючи на меті за кілька років накопичити невеликий статок і жити коштом своїх інвестицій. Однак крах Віденської фондової біржі 8 травня 1873 року повністю розорив його і змусив різко відмовитися від мрій про життя шляхом інвестицій. У 1873 році Майнлендер подав у відставку з банківської посади, не знаючи, що робитиме далі.

### Філософія визволення
Хоча батьки купили йому звільнення від військової служби в 1861 році, згідно з автобіографічною запискою, Майнлендер хотів «хоча б раз повністю підкоритися в усьому чужій волі, виконувати найнижчі завдання, бути змушеним сліпо підкорятися», і справді, він кілька разів намагався вступити до армії. 6 квітня 1874 року, у віці 32 років, Майнлендер безпосередньо подав свою заяву на ім'я імператора Німеччини Вільгельма I, який прийняв її. Відтак, з 28 вересня 1874 року він був приписаний до Гальберштадтського кірасирського полку. Протягом чотирьох місяців, що передували призову, Майнлендер, одержимий своєю філософською роботою, написав перший том своєї головної праці «Філософія визволення».
Закінчивши свій рукопис, Майнлендер довірив його своїй сестрі Мінні і попросив її знайти йому видавця, поки він завершить військову службу. До листа до видавця він додав лист, в якому просив не вказувати його справжнє ім'я, а замінити його псевдонімом «Філіп Майнлендер», додавши, що найбільше на світі він не хотів би, щоб його ім'я «потрапило на очі світу».
1 листопада 1875 року Майнлендер передчасно закінчив військову службу. Спочатку він записався на три роки, але, як він писав у листі до своєї сестри Мінни, відчував себе «виснаженим, … при доброму здоров'ї, але неймовірно втомленим». Він повернувся до рідного міста Оффенбаха, де одержимо працював і встиг лише за два місяці вичитати «Філософію визволення», закінчити другий том (650 сторінок), написати мемуари та короткий роман.
На початку 1876 року Майнлендер почав загадуватися над питанням, чи має його життя ще якусь цінність для людства. Він сумнівався, чи виконав уже всі обов'язки свого існування, чи, навпаки, повинен провести решту життя, зміцнюючи соціал-демократичний рух. Він готував промови для німецьких робітників, але його планам не судилося здійснитися. Невдовзі після публікації першого тому своєї головної праці він покінчив життя самогубством через повішення.

## Філософія

### Заповіт
Майнлендер приймає метафізичну концепцію Шопенгауера, який розглядає «волю» (тобто волю до життя або волю до існування) як найглибшу сутність буття, його онтологічний принцип. Однак він розходиться з Шопенгауером у кількох важливих моментах. Для Шопенгауера воля є унікальною, єдиною і незалежною від часу і простору. Його трансцендентальний ідеалізм привів його до висновку, що люди мають доступ лише до одного прояву речі-в-собі: індивідуальної волі, яку кожна людина спостерігає через інтроспекцію. Інакше кажучи, воля присутня у всіх речах (у будь-який час і в будь-якому місці), але її можна спостерігати лише за допомогою інтроспекції, а отже, людина може спостерігати лише свою власну індивідуальну волю. На відміну від Шопенгауера, Майнлендер виводить з існування індивідуальних воль, що воля є множинною і залежить від часу і простору.
Точніше кажучи, філософія Майнлендера припускає, що відомий нам Всесвіт виник і розширився з початкової сингулярності. На початку свого існування Всесвіт був єдиним і унікальним. Його онтологічний принцип був моністичним: це була воля Шопенгауера. З розширенням Всесвіт втрачає свою сингулярність та унікальність. Онтологічно Воля стає множинною. Філософія Майнландера намагається пояснити цей перехід від одиничного до множинного.
Крім того, Майнлендер відрізняється від Шопенгауера в питанні згасання волі. Для Шопенгауера вкрай рідко і важко «змусити замовкнути» свою індивідуальну волю. Стан згасання індивідуальної волі може бути досягнутий лише тимчасово, за дуже специфічних умов. Наприклад, його може досягти художник під час акту художньої творчості, або святий, коли він входить у медитативний транс. Навпаки, на думку Майнлендера, весь космос повільно, але впевнено рухається до стану згасання волі. Цей стан, в якому воля зникає і стає повністю «мовчазною», Майнлендер називає «спокутою».

### Смерть Бога
Попри свою прихильність до наукових термінів і пояснень, філософія Майнлендера також використовує алегоричні вирази. Наприклад, посилаючись на різні «міфи про створення світу», він називає початковий, сингулярний стан Всесвіту «Богом». Бог, ця єдина початкова єдність Всесвіту, зникає в міру його розширення, і, онтологічно кажучи, воля Шопенгауера зникає, тому що вона «розділена» на індивідуальній волі. Інакше кажучи, Бог помер, і тепер існують лише індивідуальною волею.
Згідно з Майнландером, онтологічна множинність світу передбачає, що індивідуальній волі є смертними: зникнення істоти означає мовчання її індивідуальної волі, яка зводиться нанівець. У метафізиці Шопенгауера, навпаки, індивідуальній волі є лише проявами сутності світу (Волі). Тому для Шопенгауера зникнення індивідів ніколи не може знищити саму волю. Для того, щоб знищити волю, потрібно було б звести до нуля сам світ.
Плюралістична метафізика Майнландера привела його до того, що він наділив смерть абсолютною якістю: разом зі смертю зникає частина сутності світу. У цьому сенсі смерть є «спасінням» людини: вона дозволяє їй досягти «спокути». Коли людина, дотримуючись власної індивідуальної волі, усвідомлює, що її спасіння полягає у власній смерті, її воля (воля до життя) трансформується у волю до смерті. Парадоксально, але воля до життя є, таким чином, засобом для волі до смерті.